# Ziua Mondială a Proprietății Intelectuale
Ziua Mondială a Proprietății Intelectuale este celebrată din anul 2001. Acest eveniment a fost instituit de Organizația Mondială a Proprietății Intelectuale. Ziua de 26 aprilie a fost aleasă în legătură cu un alt eveniment din acest aspect social: în anul 1970, la această dată, intra în vigoare Convenția internațională asupra Proprietății Intelectuale.

## Tema zilei
În fiecare an, acest eveniment este însoțit și de un mesaj.
- 2001 – Astăzi este crearea viitorului[1]
- 2002 – Promovarea creativității[1]
- 2003 – Faceți proprietatea intelectuală afacerea dvs.[1]
- 2004 – Încurajarea creativității[1]
- 2005 – Gândiți-vă, reprezentați, creați[1]
- 2006 – Totul începe cu o idee[1]
- 2007 – Încurajarea creativității[1]
- 2008 – Inovarea și promovarea respectului pentru proprietatea intelectuală[1][2]
- 2009 – Inovație verde[1][3]
- 2010 – Inovație - conectarea lumii[4]
- 2011 – Planificarea viitorului[5]
- 2012 – Cărți inovatoare[6]
- 2013 – Creativitatea - generația următoare[7]
- 2014 – Creativitate - Cultul mondial al cinematografiei[8]
- 2015 – Ridică-te, ridică-te! Pentru muzică![9]
- 2016 – Creativitatea într-un mediu digital: regândirea culturii.[10]
- 2017 – Inovarea: îmbunătățirea calității vieții[11]
- 2018 – Forța motrice a schimbării: femeile din domeniul inovării și creativității[12]
- 2019 – Mai rapid, mai puternic, mai sus! Cucerește aurul: Proprietatea Intelectuală și sportul.[13]